# Farsantes
Farsantes est une telenovela argentine diffusé en 2013 sur El Trece, produit par Pol-ka Producciones.

## Acteurs et personnages

### Acteurs principaux
- Julio Chávez : Guillermo Graziani
- Facundo Arana : Alberto Marini
- Griselda Siciliani : Gabriela Soria
- Benjamín Vicuña : Pedro Beggio
- Alfredo Casero : Marcos Labrapoulos

### Acteurs secondaires
- Leonor Manso : Aída
- Edda Díaz : Cuca
- Mario Pasik : Miguel Ángel
- Ingrid Pelicori : Ana
- Julieta Zylberberg : Sonia
- Julieta Cardinali : Camila
- Pilar Gamboa : Paola
- Romina Ricci : Nancy
- Chino Darín : Fabián
- Vivian El Jaber : Isabel
- Esteban Lamothe : Antonio

### Participations spéciales
- Lautaro Perotti : Maximiliano, ex amant Guillermo
- Carlos Moreno : Osvaldo Soria, le père de Gabriela
- Héctor Calori : Orestes Moravia, le père de Camila et le père de Pedro
- María Lujan Lamas : Solange Labrapoulos, ami de Isabel et Marcos
- Mariano Argento : commissaire Gomez, le chef de police
- Nicolás Goldschmidt : Alambre, ami de Paola

## Diffusion internationale
- El Trece
- Teledoce
- Unicanal

### Sources
- (es) Cet article est partiellement ou en totalité issu de l’article de Wikipédia en espagnol intitulé « Farsantes » (voir la liste des auteurs).